# Moses Ndiema Masai
Moses Ndiema Masai, född den 1 juni 1986, är en kenyansk friidrottare som tävlar i medel- och långdistanslöpning. Han är äldre bror till Linet Chepkwemoi Masai.
Masai deltog 2004 vid VM för juniorer på 10 000 meter och slutade då tia. 2005 blev han afrikansk junior mästare på både 5 000 meter och 10 000 meter. Han blev även trea på 5 000 meter vid IAAF World Athletics Final 2007 i Stuttgart.
Han deltog vid Olympiska sommarspelen 2008 på 10 000 meter och slutade på fjärde plats på tiden 27.04,11.
Vid VM 2009 blev han bronsmedaljör på 10 000 meter. 

## Personliga rekord
- 5 000 meter - 12.50,55
- 10 000 meter - 26.49,20